# 山口オープンゴルフ選手権大会
山口オープンゴルフ選手権大会（やまぐちオープンゴルフせんしゅけんたいかい）は、かつて開催されていた男子ゴルフトーナメント。　

## 歴代優勝者
- 1983年 - 藤池昇
- 1988年 - 末村敦男[1]
- 1989年 - 木原徹[2]
- 1990年 - 松永一成
- 1991年 - 吉村金八
- 1992年 - 重信秀人
- 1993年 - 松永一成
- 1996年 - 藤池昇龍
- 2002年 - 藤池昇龍